# 王子衡 (1896年)
王子衡（1896年—？），旅顺三涧堡韩家屯人，满洲国政治人物。

## 生平
1901年到1912年，他在原籍私塾念书。1913年，他入旅顺中学，1918年毕业。1919年，他入日本东京早稻田大学政治经济科学习，1922年毕业。1923年到1924年，他任大连《关东报》编辑长。1925年到1926年，他任奉天省公署秘书。1927年到1928年，他任北京政府实业部佥事。1929年到1931年3月，他任奉天省公署咨议。1931年4月到1931年10月，他任大连《关东报》主笔。
1931年11月到1932年2月，他任奉天地方自治指导<部>长于冲汉的秘书。1932年3月到1932年5月，他任满洲国监察院监察官。
1932年6月到1936年10月，他任满洲国国务院总务厅秘书官，后来兼任总务厅人事处给与科长，旋即转任调查科长。1936年11月到1938年6月他专任国务院总务厅秘书官。1938年7月，他转任满洲国黑河省长。1939年1月，他转任满洲国产业部畜产司长。1940年5月，他转任满洲国兴农部农政司长，后来转任农产司长。1941年6月，他转任满洲国协和会中央本部指导部长。1943年6月，他转任满洲国滨江省长。
1945年满洲国灭亡后，他在哈尔滨被苏联红军逮捕，押送到苏联。1950年，他被遣送回中华人民共和国，关押在抚顺战犯管理所。1960年他获得特赦。此后他在北京市劳动锻炼1年，1961年他和许长林一起被安排为北京市政协秘书处专员。此后生平不详。

## 著作
- 王子衡，伪满日本官吏的秘密手册，载 政协全国委员会文史资料研究委员会编，文史资料选辑（第39辑），北京：文史资料出版社，1963年